# Short Strand
Short Strand (en gaèlic: an Trá Ghearr) és un barri obrer de la ciutat de Belfast, a Irlanda del Nord. Es troba a la riba est del riu Lagan, al townland de Ballymacarret, que forma part del comtat de Down. Tradicionalment ha estat un feu republicà i catòlic irlandès, envoltat de barris lleialistes, a la zona est de la ciutat. Les fronteres de Short Strand són Albertbridge Road (al sud), Short Strand Road (a l'oest), Newtownards Road (al nord) i el carrer Bryson Street / Clandeboye Gardens (a l'est).
Els catòlics es van traslladar per primera vegada a Short Strand des de l'est i el sud del comtat de Down a finals del segle xix, construint les seves pròpies escoles i l'església de Sant Mateu (1872). La tensió a la zona va esclatar entre 1920 i 1922, quan els enfrontaments entre comunitats van causar 500 morts. Onze persones van morir fruit de la violència a la zona el 1935. A l'inici del període dels Troubles, hi havia uns 6.000 catòlics a Short Strand davant dels seus 60.000 veïns protestants. La zona va ser escenari de molta violència, incloent aldarulls i atacs de paramilitars republicans o lleialites. El 27 de juny de 1970, tres persones van morir en enfrontaments entre l'IRA Provisional i lleialistes armats al voltant de l'església de Sant Mateu, en el que es va conèixer com la batalla de Saint-Matthew. Altres aldarulls més recents es van produir l'any 2002 i l'any 2011. Al llarg del conflicte la Royal Ulster Constabulary (RUC) va disposar d'una caserna a Short Strand, que va ser una de les més atacades per l'IRA. Es va tancar el 2010 i es va enderrocar el febrer de 2011.